# Gairethinx
Nel diritto longobardo il gairethinx o gairething corrisponde alla consegna della legge al popolo da parte del re, legge preventivamente approvata dai soldati battendo le lance sugli scudi. Il termine indicava anche l'assemblea stessa del popolo in armi  (il Concilum di cui parlano Tacito nell'opera De origine et situ Germanorum e Cesare nel De bello gallico) che, anche dopo l'insediamento in Italia del popolo longobardo, decideva l'elezione del re e deliberava sulle scelte politiche, diplomatiche, legislative e giudiziarie più importanti. Depositaria delle Cawarfidae, le norme tradizionali del popolo, non era tuttavia tanto un'arena pienamente democratica, assimilabile a un moderno parlamento, quanto il luogo nel quale i duchi, capi delle fare, facevano valere la propria prominenza. Almeno a partire dal regno di Adaloaldo, il gairethinx cominciò a essere convocato almeno una volta all'anno a Pavia.
Il Gairethinx (la parola contiene una radice germanica connessa, per esempio, al sostantivo inglese thing = cosa) ricorre nell'accezione della mancipatio romana, la consegna di qualcosa a qualcuno da una posizione superiore. Si tratta pertanto di una forma di concessione.